# 芬兰教育文化部
芬兰教育文化部（芬蘭語：Suomen opetus- ja kulttuuriministeriö）是芬兰的十二个部委之一，它制定法律并监督与教育（如日托、中小学和大学）、文化（如博物馆、图书馆和艺术）以及体育和科学有关事务的管理。作为芬兰最古老的部委之一，教育文化部始于1809年的教会部，当时芬兰大公国是俄罗斯帝国的一个自治实体。
2015年3月，教育文化部下属的芬兰国家教育委员会发布了基于“寓教于乐”和学习兴趣培养的 《国家核心课程大纲》，自2016年8月起实施，标志着基础教育核心课程的改革。2016年，芬兰教育文化部发布了“打造世界上最优秀教师”教育发展计划。芬兰政府每年为此拨款1500万欧元，用于教师系统的升级和发展。